# Georges Casalis
Pour les articles homonymes, voir Casalis.
Georges Casalis, né le 4 janvier 1917 à Paris et mort le 16 janvier 1987 à Managua au Nicaragua, est un pasteur, théologien et professeur de théologie à la faculté de théologie protestante de Paris.

## Biographie

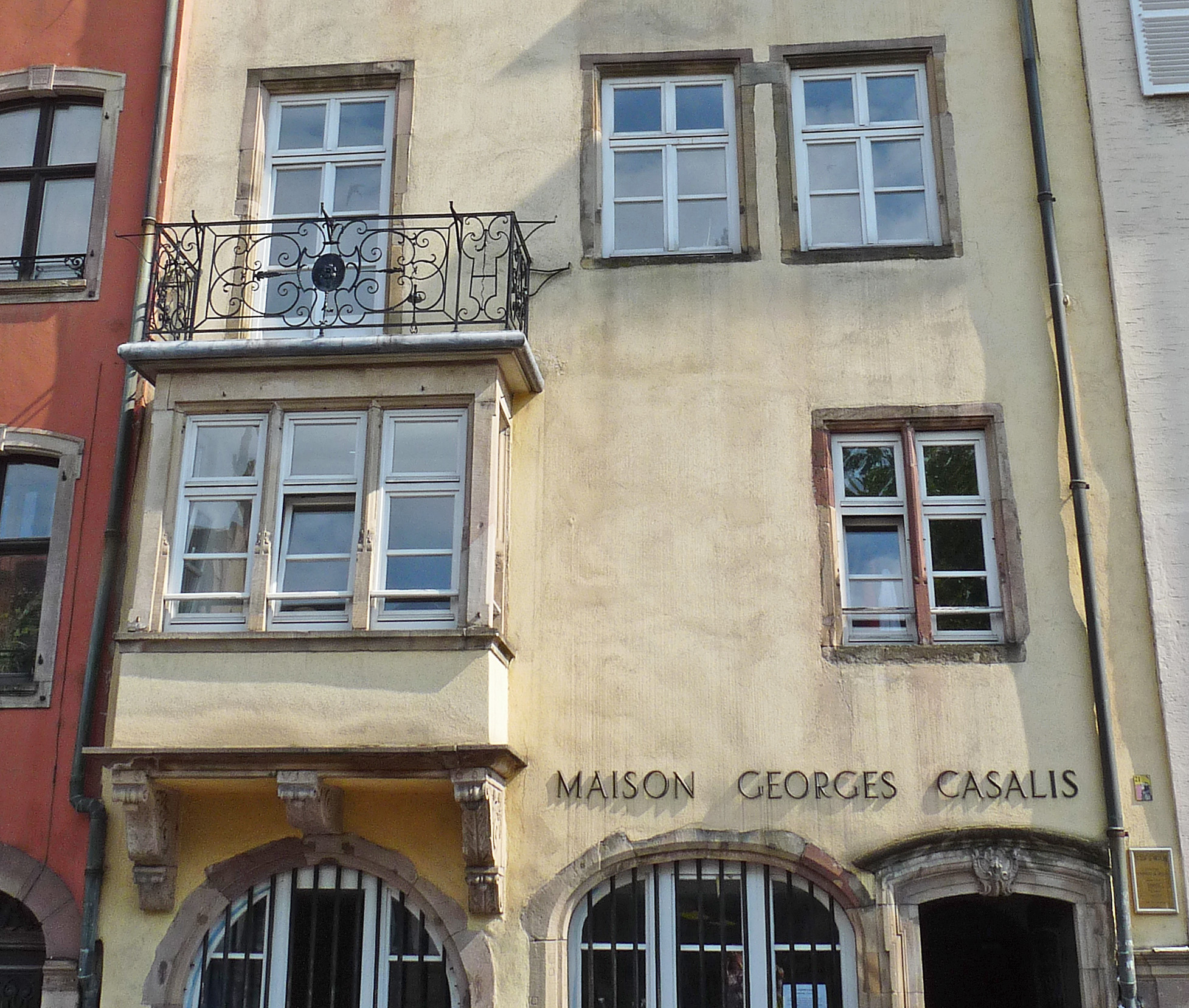
Maison Georges Casalis au 13, quai Saint-Nicolas à Strasbourg.

Georges Casalis est le fils d'Alfred Casalis, médecin, et de son épouse Évelyne, née Herding. Sa famille paternelle, originaire du Béarn, compte plusieurs missionnaires : son arrière-grand-père, Eugène Casalis, l'un des premiers missionnaires protestants français et directeur de la Société des missions évangéliques de Paris, son grand-oncle Alfred Casalis (1862-1950), pasteur missionnaire, et sa sœur, Annette Casalis (1908-1988). médecin missionnaire.
Georges Casalis commence des études de médecine, puis s'oriente rapidement vers la théologie à la faculté de théologie protestante de Paris, puis à l'université de Bâle en 1937-1938. Il suit en particulier les cours de Karl Barth qui est revenu en Suisse après sa révocation par les autorités nazies du fait de son engagement dans la rédaction de la Déclaration de Barmen. Georges Casalis épouse à Genève, en octobre 1940, Dorothée Thurneysen, étudiante en théologie, fille du théologien suisse Eduard Thurneysen (1988-1974), ami proche de Karl Barth. Les témoins du mariage sont Suzanne de Dietrich et Willem Visser 't Hooft.
De 1940 à 1943, Georges Casalis est secrétaire général de la Fédération française des associations chrétiennes d'étudiants. Il est notamment l'un des douze signataires des Thèses de Pomeyrol, qui demandent à l'Église réformée de France de prendre position sur les conséquences de l'occupation nazie, notamment en ce qui concerne les juifs, et qui affirment la légitimité d'une résistance spirituelle. Il est alors équipier de la Cimade et engagé dans des actions en faveur des juifs menacés durant les années de guerre, et participe à la rédaction de Témoignage chrétien.
Il est pasteur réformé à Moncoutant, dans les Deux-Sèvres, de 1943 à 1945, puis en mission à Berlin (1945-1950) comme expert pour les questions religieuses auprès du Conseil de contrôle interallié et aumônier de la prison interalliée de Spandau (1947-1950). Il donne des cours de théologie systématique à l'institut de théologie Evangelische Hochschule Berlin (de), qui lui remettra un doctorat honoris causa en 1960.
Il est ensuite pasteur en Alsace pendant sept ans (1954-1961), d'abord à l'église protestante de la Robertsau, puis à l'église Saint-Nicolas de Strasbourg. En 1961, il est nommé professeur de théologie pratique à la Faculté de théologie protestante de Paris où il enseigne jusqu'à sa retraite en 1982. Il soutient une thèse de doctorat d'État en 1970 à la faculté de théologie protestante de Strasbourg sur la kénose, c'est-à-dire une théologie qui insiste beaucoup sur l’abaissement de Dieu.
Avec sa femme, il est rédacteur en chef de la revue du Christianisme social. Membre du conseil de la Fédération protestante de France, il devient président de sa Commission générale d'évangélisation et participe en 1971 à la rédaction du document d'étude Église et pouvoir. Il est également membre du Parti socialiste unifié (PSU). En décembre 1981, il participe à la création du Comité pour le désarmement nucléaire en Europe (CODENE). Dorothée Casalis est présidente des Unions chrétiennes de jeunes gens de France à partir de 1964.
Georges Casalis s'engage auprès de l'Institut œcuménique au service du développement des peuples en 1973, et intervient en particulier en Amérique latine. Il soutient alors les théoriciens de la théologie de la libération et coordonne avec le prêtre théologien François Refoulé la Traduction œcuménique de la Bible.
Après sa retraite de la faculté de théologie protestante de Paris, il devient avec Dorothée Casalis conservateur du musée Jean-Calvin de la Société de l'histoire du protestantisme français à Noyon.

## Publications
- Paix sur la terre, Lyon, L'Illustré protestant, 1958, 104 p. (prédications prononcées en France et en Algérie en 1957-1958)
- Portrait de Karl Barth, Genève, Labor et Fides, 1960, 136 p.
- Protestantisme, Paris, Larousse, 1976, 256 p.
- Les Idées justes ne tombent pas du ciel, éléments de théologie inductive, Paris, éditions du Cerf, 1977, 232 p.
- Luther et l'Église confessante, Paris, éditions du Cerf, 1983, 152 p.
- Un semeur est sorti pour semer, Paris, éditions du Cerf, 1988